# Leptohymenium dentatum
Leptohymenium dentatum är en bladmossart som beskrevs av Schwaegrichen 1842. Leptohymenium dentatum ingår i släktet Leptohymenium och familjen Hylocomiaceae. Inga underarter finns listade i Catalogue of Life.